# Сан-Феличе, Луиза
Луиза Сан-Феличе  (Санфеличе; итал. Luisa Sanfelice; имя при рождении: Мария Луиза Фортуната де Молина итал. Maria Luisa Fortunata de Molina; 28 февраля 1764, Неаполь — 11 сентября 1800, Неаполь) — неаполитанская аристократка, которая в 1800 году была казнена по приказу короля Фердинанда IV за поддержку Партенопейской республики. 
Наиболее известна как прототип главной героини одноименного романа Александра Дюма — «Луиза Сан-Феличе», написанной на его основе одноимённой пьесы и нескольких экранизаций. Сюжет оперы «Тоска» Джакомо Пуччини тоже в значительной степени перекликается с историей Луизы Сан-Феличе (но место действия перенесено из Неаполя в Рим).
В отличие от другой неаполитанской аристократки, убеждённой и идейной республиканки Элеоноры де Фонсека Пименталь (1752—1799), о личности и деятельности Луизы ведутся многочисленные споры, а её реальная биография полностью отличается от той, которую Дюма описал в романе.  

## Контекст событий
В конце XVIII века (как и многие столетия до того), земли Южной Италии занимало Неаполитанское королевство со столицей в Неаполе. С севера оно граничило с владениями Римского Папы со столицей в Риме, со всех остальных сторон омывалось морями, занимая всю южную часть Италии. Королевству принадлежал также остров Сицилия.
К концу XVIII века в Неаполе нарастали противоречия между сторонниками Просвещения и демократии (среди которых было немало образованных дворян), и консервативным большинством, на которое опирались король и католическая церковь. Консерваторов против демократов активно поддерживала городская чернь, известная под именем лаццарони, и сельские разбойники-бриганты, предшественники современной мафии. 
Когда в 1789 году началась Великая французская революция, в Неаполе стало более неспокойно. В 1796 году генерал Бонапарт, будущий император Наполеон, подчинил Франции северную Италию. В 1799 году настала очередь Неаполя. Король ощущал себя в полной безопасности. Он располагал 70-тысячной армией, в которой служило немало опытных австрийских и швейцарских офицеров, а также мог рассчитывать на поддержку британского флота адмирала Нельсона. Однако, французский командующий генерал Шампионне, атаковав с невероятной решимостью, обратил неаполитанскую армию в бегство. Король и королева бежали на Сицилию на британских кораблях. В Неаполе была провозглашен ориентировавшаяся на Францию Партенопейская республика (23 января 1799). 
Однако, в апреле 1799 году в Северную Италию прибыли русские войска фельдмаршала А. В. Суворова. Французские армии в северной Италии были разбиты. Генерал Шампионне был срочно вызван из Неаполя в Северную Италию, где заболел и скончался. Французы и сторонники Республики в Неаполе, отрезанные от Франции, были  атакованы британским флотом адмирала Нельсона, русским флотом адмирала Ушакова и местной «армией защитников католической веры», на скорую руку набранной из лаццарони кардиналом Руффо. 21 июня 1799 года республика пала, продержавшись всего пять месяцев. За этим последовали массовые репрессии, в ходе которых по приказу короля было казнено множество просвещённых неаполитанцев, так или иначе поддерживавших республику.

## Версии биографии Луизы Сан-Феличе в массовой культуре

### Версия 1. Героиня республики
Согласно этой версии, Луиза Сан-Феличе была идейной республиканкой. Узнав о заговоре сторонников короля против республики, Луиза добровольно сообщила о нём республиканским властям. Патриотизм «гражданки Сан-Феличе» в те дни восхваляла на страницах республиканской прессы Элеонора Фонсека Пименталь. 

### Версия 2. Жертва обстоятельств
Этой версии придерживался, в частности Александр Дюма, автор посвящённого ей романа. В романе «Луиза Сан-Феличе» Дюма изображает Луизу добродетельной до идеальности, но не слишком разбирающейся в политике. Луиза Сан-Феличе в романе Дюма — совсем молодая женщина, жена старика, который любит её по-отечески. Однако, Луиза влюбляется в молодого революционера. К поддержке Партенопейской республики Луизу приводит исключительно любовь. Став жертвой любви, Луиза погибает на эшафоте, становясь жертвой рока: такую судьбу ей предсказали в первых главах романа. Благодаря роману Дюма, который был переведён на многие языки, Луиза стала восприниматься как наивная и влюблённая красавица, павшая жертвой преданности мужчине — женский типаж, исключительно популярный среди читателей XIX столетия.

## Фактическая биография Луизы Сан-Феличе
Данная версия следует изложению академического Итальянского биографического словаря Треккани.

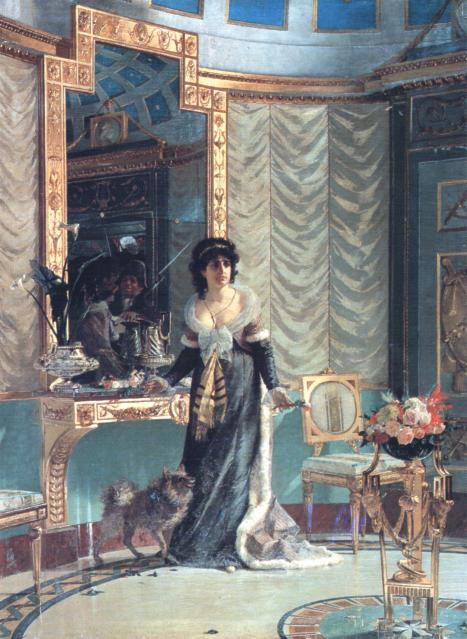
Луиза Сан-Феличе в день ареста. Художник Модесто Фаустино.

Мария Луиза Фортуната де Молина родилась 28 февраля 1764 года в Неаполе в семье неаполитанского военачальника испанского происхождения дона Педро де Молина. В 1781 году, в возрасте 17 лет она вышла замуж по любви за своего двоюродного брата, Андреа Сан-Феличе, из неаполитанской герцогской семьи (однако, сам он не носил титул герцога, так как не являлся старшим сыном). Андреа был ровесником Луизы, они вместе выросли, дружили с детства и отличались необузданностью характеров.
Начав самостоятельную жизнь, пара быстро прославилась на весь Неаполь роскошью, эпатажными выходками, страстью к азартным играм и щедрыми тратами. Однако, поскольку Андреа не имел право на наследство своего отца, он брал деньги в долг, прикрываясь своим громким именем и родственными связями. Между тем у Луизы родилось двое детей: Дженнаро и Джузеппе, однако, это не особенно повлияло на образ жизни пары.
В итоге, шесть лет спустя, в 1787 году, решением короля, над имуществом сеньора и сеньоры Сан-Феличе была учреждена опека, а сами они высланы из Неаполя в загородные поместья. Теперь их собственностью распоряжался назначенный королём опекун — маркиз Томмазо де Роза, который был обязан разумно вести семейные дела пары, расплатиться с кредиторами а Луизе и Андреа выплачивать деньги на проживание. Однако, опека не помогла: мотовство, по всей видимости, продолжилось и в деревне, и в 1789 году король пошёл на экстраординарные меры, обязав супругов проживать раздельно (в консервативном католическом государстве, каким был Неаполь, официально развести их он не мог). 
Супруги, впрочем, продолжали как ни в чём не бывало видеться друг с другом, поэтому в 1791 году последовали ещё более жесткие меры: Луиза и её муж были заключены в двух различных монастырях. В 1792 году у Луизы в монастыре родилась девочка, зачатая в тот период, когда супругов пытались принудить к раздельному проживанию. После рождения дочери им ненадолго разрешили съехаться, а затем вновь развезли по монастырям.
Впрочем, уже в 1794 году Андреа сбежал из заключения сам и организовал побег супруги.  До некоторой степени, закон был на их стороне:  против супругов Сан-Феличе не выносилось какого-либо светского судебного приговора, а попытки насильно разделить мужа и жену вопреки их желанию были нонсенсом с точки зрения католической церкви и церковного права. Поэтому супруги Сан-Феличе, не особенно скрываясь, вернулись в Неаполь под носом у короля и поселились во дворце маркиза Эммануэле Мастеллони, известного деятеля итальянского Просвещения, а в дальнейшем — министра юстиции Партенопейской республики. 
Спустя еще три года король не выдержал и велел выписать официальный ордер на арест Андреа Сан-Феличе. Это, по всей вероятности, не помогло, так как в 1798 году Андреа бежал от кредиторов в Салерно, где, в период республики, неожиданно заявил о своей верности королю. В дальнейших событиях жизни Луизы он не участвовал, но в семейном дворце, где она позднее была арестована, жить не смог. Вернувшись в Неаполь, он проживал в гостинице, пытался официально зарегистрировать брак с проституткой, и умер в 1808 году, в возрасте 45 лет, растратив все деньги до последнего гроша. 
Что касается Луизы, то после многих лет взаимной страсти, их пути с Андреа разошлись примерно в 1797—98 годах. Когда в Неаполе установился режим республики, Луиза встречалась с офицером-швейцарцем Герардом Беккером. Беккер и его братья пытались организовать монархический заговор, чтобы вернуть королю престол. Опасаясь за жизнь Луизы в случае победы заговора, Беккер от руки выписал ей документ: охранный ордер «на предъявителя» (не содержавший имени получателя, зато, по всей видимости, содержавший имя самого Беккера), который Луиза тут же передала другому любовнику — одному из лидеров революции, так как, в свой черёд, переживала за него. Второй любовник быстро разобрался, что к чему, и это помогло революционерам раскрыть и обезвредить заговор. Беккер и его братья были арестованы и вскоре казнены, к искреннему удивлению Луизы, которая, видимо, не желала таких последствий.
После падения Партенопейской республики, Луиза была арестована и отдана под суд, который приговорил её к смертной казни. К этому времени король Фердинанд ненавидел Луизу настолько, что когда его публично попросили помиловать Сан-Феличе, он громко воскликнул: «Кого угодно, но только не её!».
Луиза Сан-Феличе была казнена через отсечение головы на одной из городских площадей Неаполя. Наряду с ней были казнены многие другие, идейные республиканцы, в том числе Элеонора де Фонсека Пименталь.